# Panthera toscana
Panthera toscana (лат.) (Тосканская пантера) — вымерший вид из рода пантер семейства кошачьих. Крупная вымершая кошка из позднего плиоцена Италии. Сейчас её часто считают ранней формой европейского ягуара.